# Eosentomon xinjiangense
Eosentomon xinjiangense är en urinsektsart som beskrevs av Bu och Yin 2007. Eosentomon xinjiangense ingår i släktet Eosentomon och familjen trakétrevfotingar. Inga underarter finns listade i Catalogue of Life.